# Jaroslawa Wladimirowna Frolowa
Jaroslawa Wladimirowna Frolowa (russisch Ярослава Владимировна Фролова, englisch Yaroslava Frolova; * 18. Mai 1997 in Wolgograd) ist eine russische Handballspielerin, die dem Kader der russischen Nationalmannschaft angehört.

## Karriere
Jaroslawa Frolowa spielte anfangs in ihrer Geburtsstadt bei GK Dynamo Wolgograd. Mit Wolgograd gewann sie 2014 die russische Meisterschaft. Im Februar 2017 wechselte die Rückraumspielerin zu GK Kuban Krasnodar. Nachdem Frolowa in 103 Pflichtspielen 473 Treffer für Kuban erzielt hatte, wechselte sie im Januar 2020 zum Ligakonkurrenten GK Rostow am Don. Mit Rostow gewann sie 2020 und 2022 die russische Meisterschaft.
Frolowa gewann 2013 mit Russland bei der U-17-Europameisterschaft die Silbermedaille und wurde zusätzlich in das All-Star-Team gewählt. Ein Jahr später lief sie für Russland bei der U-18-Weltmeisterschaft auf. Weiterhin nahm sie 2014 an den Olympischen Jugend-Sommerspielen teil und gewann die Silbermedaille. 2015 gewann Frolowa mit Russland bei der U-19-Europameisterschaft die Silbermedaille und wurde zusätzlich in das All-Star-Team gewählt. Ein Jahr später gewann sie bei der U-20-Weltmeisterschaft wiederum die Silbermedaille und wurde mit dem MVP-Titel geehrt. Mittlerweile läuft sie für die russische Nationalmannschaft auf. Mit der russischen Auswahl gewann sie bei der Europameisterschaft 2018 die Silbermedaille. Bei der Weltmeisterschaft 2019 gewann sie mit der russischen Auswahl die Bronzemedaille. Mit 48 Treffern belegte sie den neunten Platz in der Torschützenliste.